# Bassus mediator
Bassus mediator är en stekelart som först beskrevs av Christian Gottfried Daniel Nees von Esenbeck 1812.  Bassus mediator ingår i släktet Bassus och familjen bracksteklar. Arten är reproducerande i Sverige. Inga underarter finns listade.